# Streetfighter

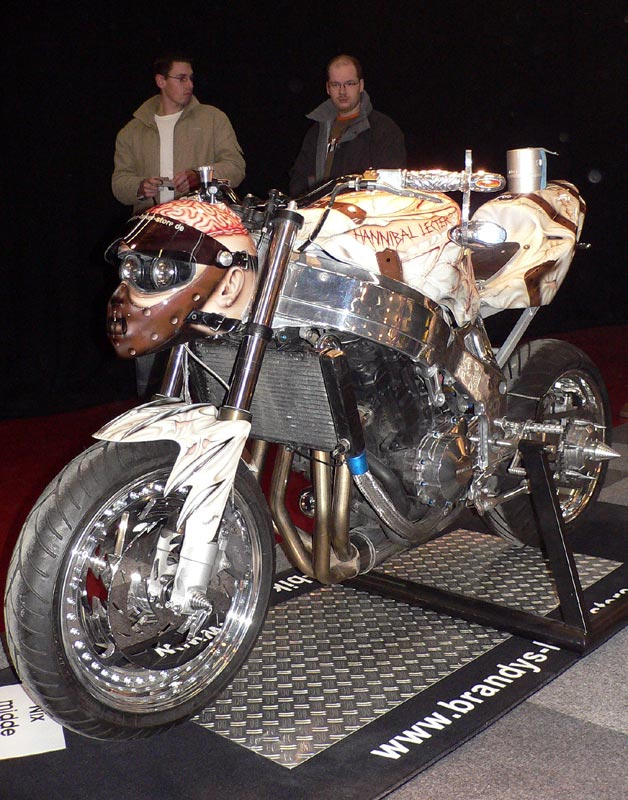
Streetfighter auf der CUSTOMBIKE 2005

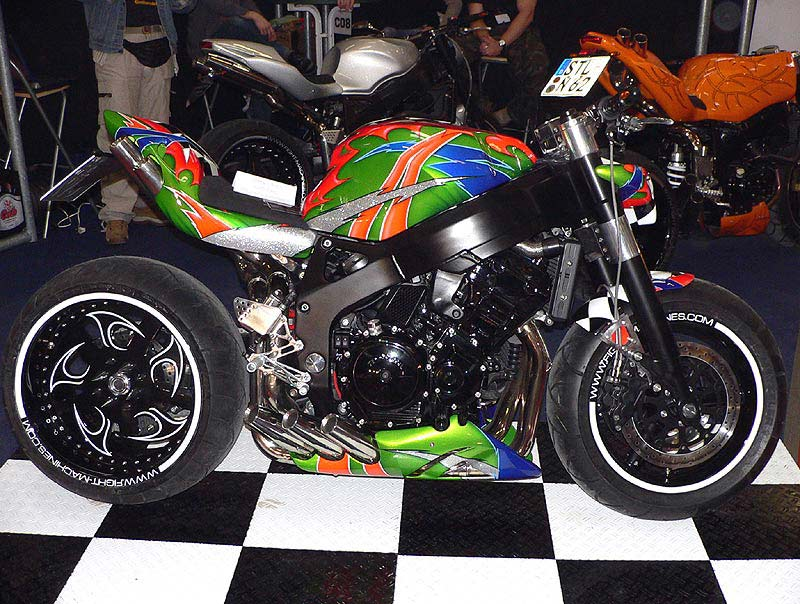
Honda
CBR 900 RR Stalker auf der CUSTOMBIKE 2005

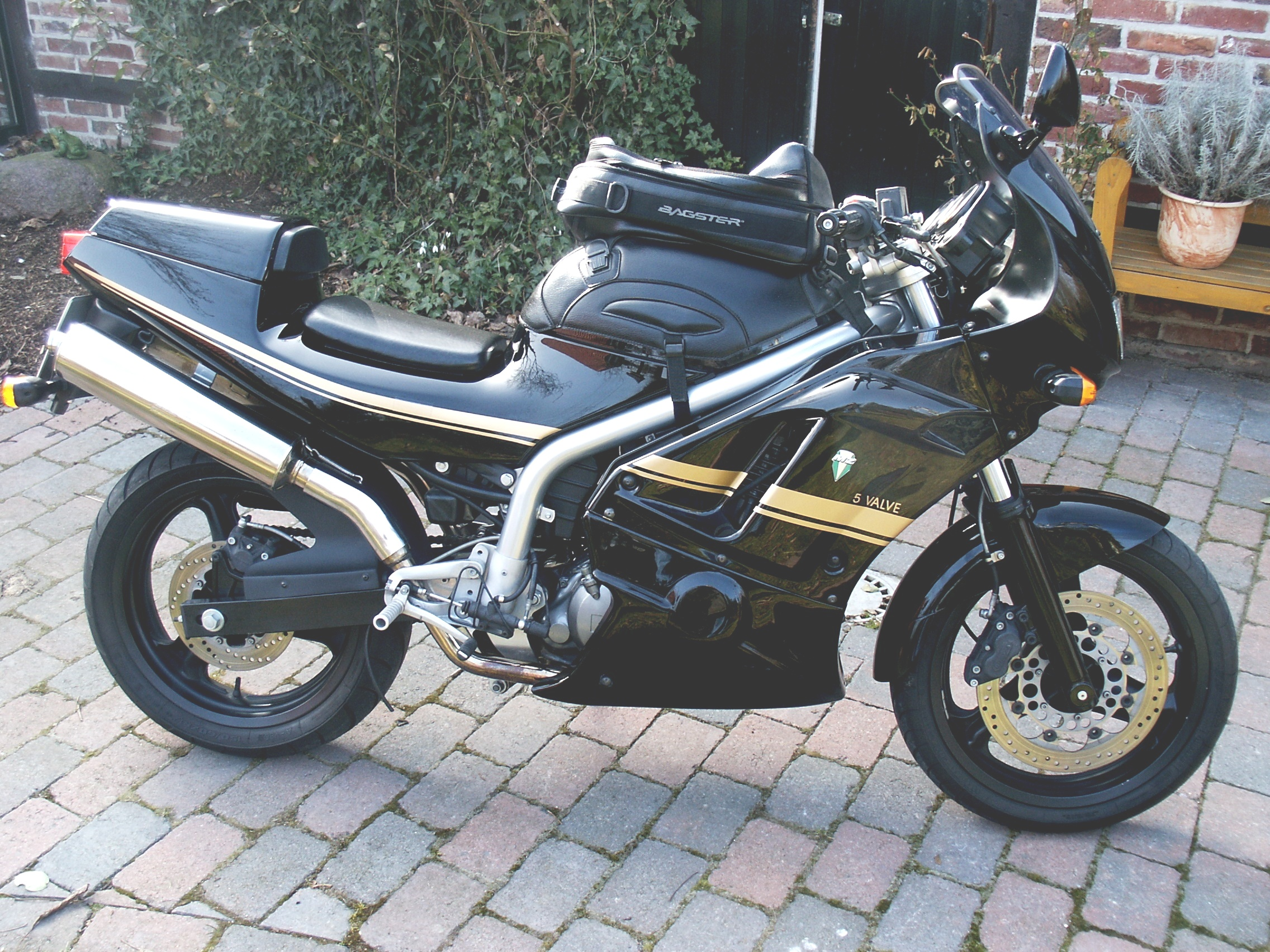
MZ Skorpion (obwohl wenig archetypisch in seltener Ausnahme werksseitig als „Fighter“ bezeichnet)

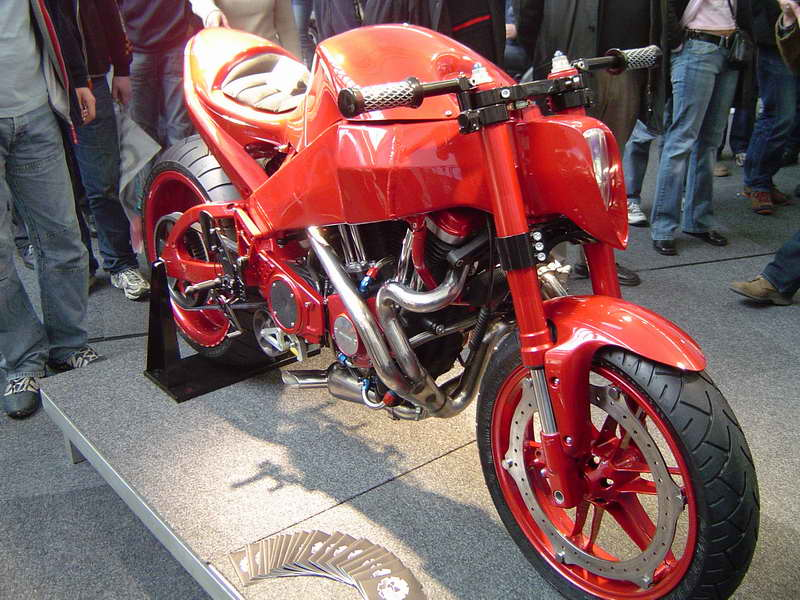
Buell XB Hellbender

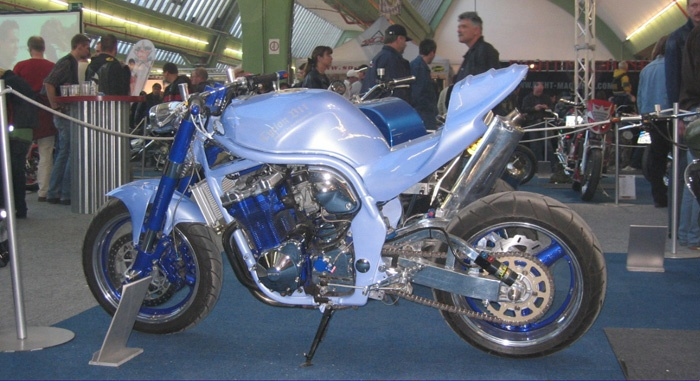
Suzuki Bandit auf der Fighterama 2005

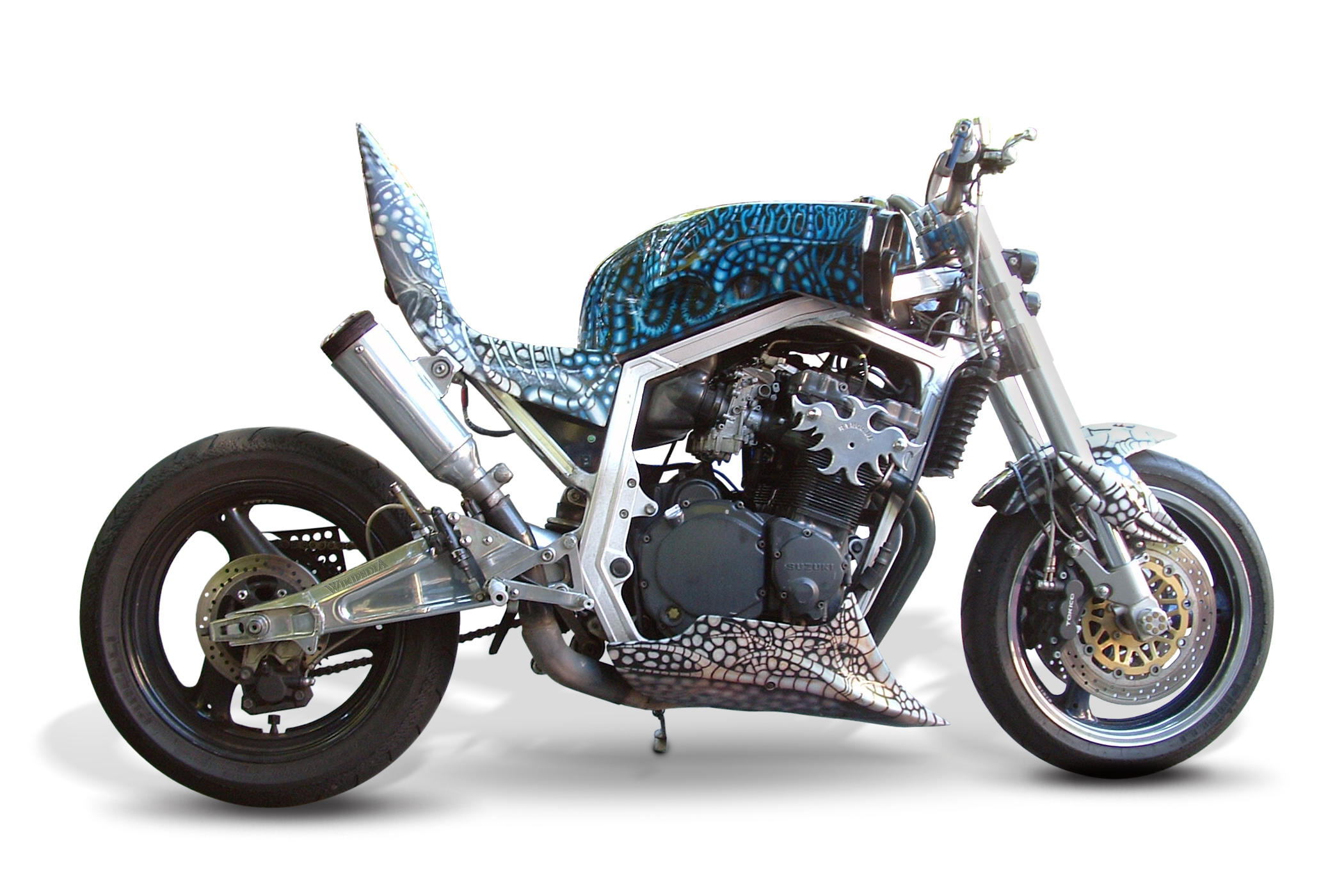
„Klassischer“ Streetfighter auf Basis einer Suzuki GSX-R 750 (1986)

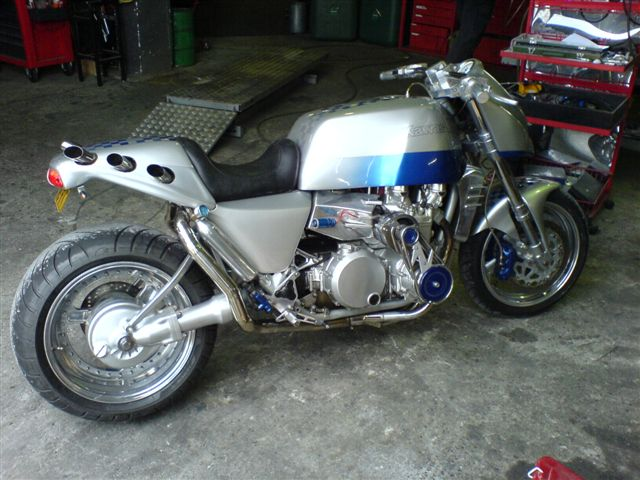
Aufwendiger Streetfighter auf Basis einer Kawasaki Z1300

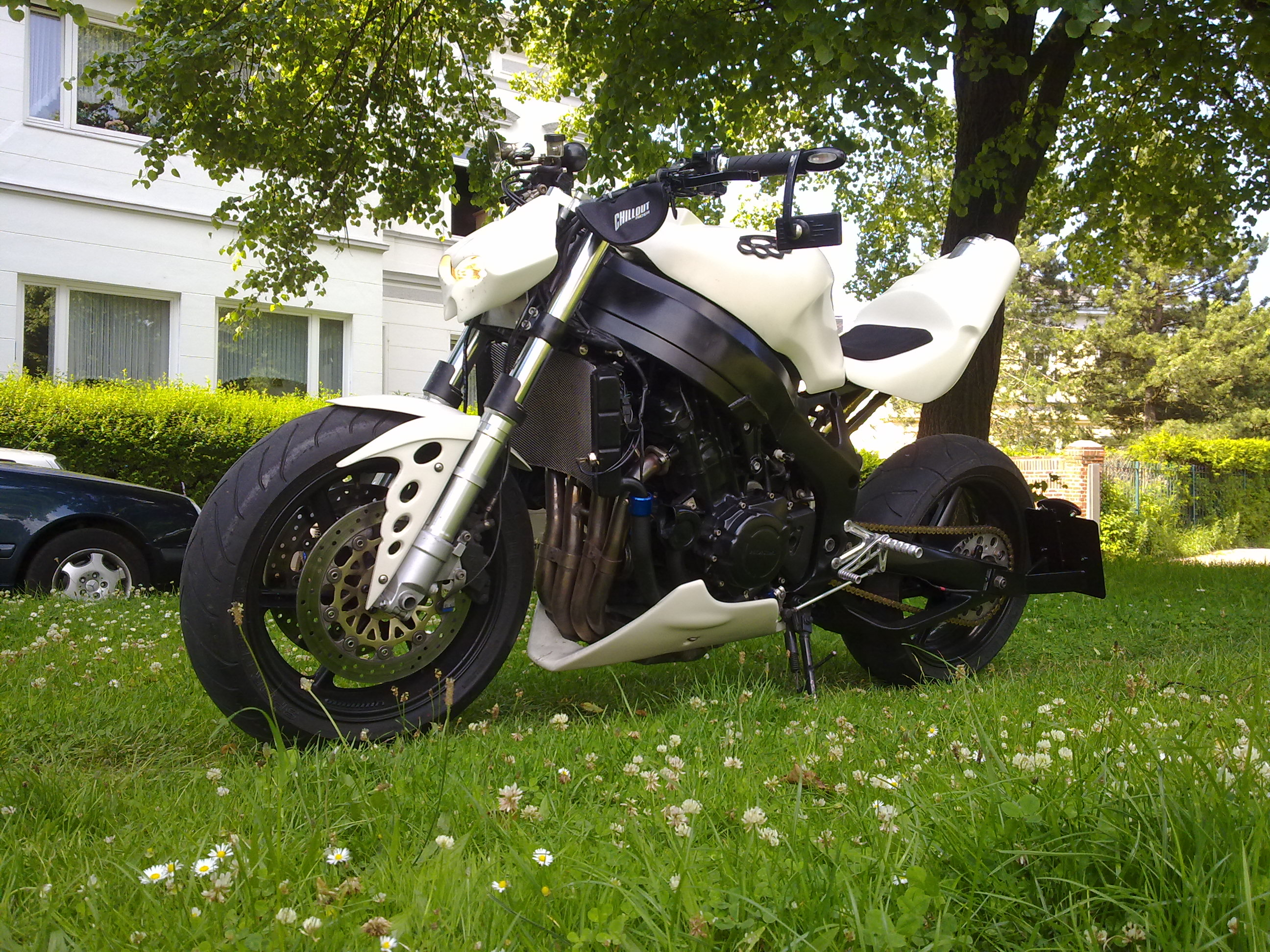
Honda Fireblade CBR 900 rr SC33 Bj. 1996

Streetfighter (kurz auch Fighter) ist ursprünglich eine Bezeichnung für ein nachträglich umgebautes Superbike mit heckverkleidetem Höckersitz, sportlicher Fahrerpositionierung, meistens ohne Windschutz. Streetfighter unterscheiden sich von ihren DIY-Vorläufern, den Cafe Racern, oder serienmäßigen Naked Bikes hauptsächlich dadurch, dass sie ästhetisch besonders aggressiv gestaltet und stark motorisiert sind. 
Im Gegensatz zu älteren Do-it-yourself-affinen Retrowellen wie den Café Racern, oder den Choppern, wurde die Motorrad-Youngtimer-Begrifflichkeit des Fighters, bis auf wenige Ausnahmen (wie beispielsweise die MZ Skorpion „Fighter“), vom Marketing der Motorradindustrie noch nicht als expliziter Megatrend ausgebeutet – wobei weder markenrechtliche Probleme, noch ein umwelt- oder sozialpolitisch negativ besetztes Image, wie die offensiv begriffliche Affinität zu illegaler Straßenrennerei und der damit versperrten Möglichkeit zum marketingtechnischen Greenwashing, als Hinderungsgründe klar auszumachen wären.

## Kennzeichen
Es gibt eine Vielzahl von Custom-Fahrzeugen. Daneben werden inzwischen von einigen Herstellern Motorräder angeboten, die sich stilistisch an Streetfighter anlehnen.
Als Basis für die Umbauten werden in der Regel so genannte Sportler oder Supersportler genutzt. Oft verwendet man Fahrzeuge mit reparablen Unfallschäden, manchmal aber auch Neufahrzeuge, bei denen die intakte Verkleidung für den Umbau entfernt wird. Ziel der Streetfighter-Szene ist es, ein individuelles Motorrad aus verschiedensten Teilen zu bauen und zu fahren. Kennzeichnend sind ein verkürztes, meist steil nach oben gerichtetes Heck („Höcker“) ohne Sozius-Sitzplatz sowie das Entfernen vorhandener Vollverkleidungen in Verbindung mit meist breiten Lenkstangen statt der bei Sportmotorrädern üblichen Stummellenker.
Daneben sind die üblichen Umbauten wie Modifikationen der Hinterradschwinge, verbreiterte Felgen, ungewöhnliche Scheinwerferverkleidungen, andere Blinker und Rücklichter ebenso typisch. Auch ausgefallene Lackierungen mit Airbrush-Elementen oder Bezüge mit Fellimitat, sowie farblich passend eloxierte Aluminiumteile unter anderem an Motor, Schrauben und Felgen werden bei Streetfightern genutzt. Der Austausch der serienmäßigen Teleskopgabel durch eine Upside-down-Gabel, verstärkte Bremsen und Motoren und das Verlegen von Teilen der Abgasanlage unter das Heck sind weitere Änderungen bei Streetfightern.
Wie im Custom-Bereich üblich, werden auch Motorräder auf in Kleinserie gefertigte Rahmen ausgebaut. Der Rest der notwendigen Technik stammt dann allerdings wieder aus Serienmotorrädern bzw. von Zubehör-Anbietern. Beim Motor sind Änderungen mit dem Ziel der Leistungssteigerung unter Verwendung von Turboladern, Kompressoren, N2O (Lachgas), vergrößertem Hubraum oder Sportnockenwellen möglich.

## Geschichte
Die Ursprünge liegen im Großbritannien der späten 1980er Jahre, wo gestürzte Supersportler-Fahrer dazu übergingen, beschädigte Vollverkleidungen nicht zu reparieren, sondern stattdessen komplett vom Motorrad zu entfernen. Ebenso verhielt es sich auch mit abgenutzten bzw. defekten Sitzbänken/Heckverkleidungen und/oder Stummellenkern, die durch Gebrauchtteile (auch anderer Fabrikate) oder Zubehörteile kostengünstig ersetzt wurden.
Der Name Streetfighter (engl. wörtl.: „Straßenkämpfer“) wurde Anfang der Neunziger von dem Herausgeber und Redakteur Steven Myatt des britischen Spezialinteressenverlags für Motorradtitel „Myatt McFarlane plc“ kreiert. Damit wurde nicht nur 1991 die erste Sonderausgabe „Streetfighters“ der 1983 erschienenen Zeitschrift „Back Street Heroes“, sondern gleichzeitig auch diese neue Motorradgattung getauft. Die Szene wuchs, und die Streetfighters entwickelte sich zum eigenständigen Titel mit regelmäßiger Erscheinungsweise.
1993 brachte der deutsche Journalist Marcus Broix die erste deutsche Ausgabe der Streetfighters für die Myatt McFarlane plc auf den Markt. Seitdem entwickelte sich auch in Deutschland eine Szene, die heute als die größte weltweit gilt. Infolge einer Trennung von den Briten veröffentlichte Broix mit seinem Verlag „cockroach Media GmbH“ 1999 die erste Ausgabe der Fighters, die Streetfighter verschwand kurze Zeit später vom deutschen Markt, und das englische Muttermagazin wurde 2013 wieder zu einer Beilage der Back Street Heroes reduziert. Der Begriff Fighter gilt heute weltweit als Synonym für Streetfighter.

## Streetfighter-Bewegung
Obwohl die Begriffe Streetfighter oder Fighter, im Gegensatz zu anderen Retro-Marketing-Begriffen wie Café Racer, Cruiser oder Scrambler, bisher bemerkenswert wenig Einzug in werksseitige Modellbezeichnungen gefunden haben, ist der aus der subkulturellen Streetfighter-Szene stammende technoästhetische Archetypus mittlerweile auch in verschiedenen Serienmotorrädern wiederzuerkennen (diverse Buell-Lightning-Modelle wie z. B. die XB12S und die XB9S, Triumph Speed Triple, Kawasaki Z1000, Yamaha FZ1, KTM Super Duke, Aprilia Tuono, KTM 990 Super Duke, BMW K 1300 R, Ducati Monster, Suzuki B-King, Ducati Streetfighter, MZ 1000 SF (Street Fighter)).
Die Szene selbst definiert sich sowohl über Streetfighter-Treffen als auch über Clubs. Die Treffen stehen oft in Verbindung mit Fahrzeugausstellungen und Stunt-Shows. Ein typisches Merkmal ist die so genannte Brennplatte in der Mitte des Platzes, auf der häufig Burn-outs durchgeführt werden, bei denen der hintere Reifen des stehenden Motorrads so lange durchdreht, bis er platzt.
Die deutsche Streetfighter-Szene avancierte bereits vor Jahren zur quantitativ größten weltweit. Streetfighter bzw. Fighter hat sich als feste Motorradgattung etabliert, die Begrifflichkeit wurde im Sprachgebrauch der Mainstream-Presse übernommen, und Motorradhersteller nutzen den Begriff, zum Teil irreführend bzw. nicht im eigentlichen Wortsinn, als Marketing-Tool.
Seit 1996 gab es eigene Streetfighter-Treffen, frühe Veranstaltungen waren die Hesa Parties, die Showfighter Treffen oder die Streetfighters (später Fighters) Custom & Trade Shows. Ab 2000 wuchs Anzahl und Teilnehmerzahl der Treffen, heute ist die Zahl der Veranstaltungen derart sprunghaft angestiegen, dass sie einen regionaleren Charakter besitzen und sich die Besucherzahlen dementsprechend herunterreguliert haben.
2001 veranstaltete das Fighters Magazin die erste reine Streetfighter-Messe in Rheinberg, die Fighterama. Diese entwickelte sich über die Jahre zur internationalen Leitmesse für die Szene als auch für den Umbau von Streetfightern und Sportmotorrädern und bot auch Kulturelles, wie beispielsweise Stunt und Dragster-Shows oder eine riesige Party mit Live Gigs und Miss Wahlen. Auch andere Messeveranstalter – unter anderem fast alle großen Regionalmessen oder Customizing-Messen wie die Custom Bike & Streetfighter Messe in Nürnberg oder die Custom Bike in Bad Salzuflen – machten sich das Fahrwasser der Fighterama gerne zu Nutze und werteten ihre Veranstaltungen mit dem Streetfighter-Thema auf.

## Markenrechtliche Problematik in Deutschland
Obwohl der Begriff Streetfighter für Motorräder markenrechtlich betrachtet als nicht schutzfähiger Gattungsbegriff angesehen werden dürfte, darf nach Auffassung der deutschen Handelskette Detlev Louis, die sich die Bezeichnung „Streetfighter“ als Marke für Motorräder und -teile hat schützen lassen und seither gegen die in der Szene tätigen Firmen wegen Markenvergehen rechtlich vorgeht, der Begriff in gewerblichem Zusammenhang nur noch für die so bezeichneten Bekleidungs- und Zubehörprodukte (Helme, Handschuhe, T-Shirts, Jacken, Hosen, Endschalldämpfer etc.) des Markeninhabers verwendet werden.
Die Szene nennt sich trotzdem weiterhin Streetfighter-Szene bzw. Fighter-Szene, diesbezüglich werden deren Motorräder auch immer noch als „Streetfighter“, bzw. „Streetfighter-Umbau / Fighter-Umbau“ bezeichnet. Das ist auch unkritisch, solange der Begriff nicht in geschäftlichen Zusammenhängen benutzt wird, z. B. bei einer (privaten) Gebrauchtfahrzeuganzeige für ein Motorrad, das sein Besitzer als Streetfighter bezeichnet, oder in einer öffentlichen Einladung (Plakate, Internetseite eines Motorradclubs usw.: „An alle Streetfighter“) zu einem Biker-Weekend mit Teilnahmegebühr oder kostenpflichtigem Getränkeausschank.